# أندرو بي. جاكسون
أندرو بي. جاكسون (بالإنجليزية: Andrew B. Jackson)‏ هو سياسي أمريكي، ولد في 14 فبراير 1814، وتوفي في 25 مارس 1878 بسبب ذات الرئة. حزبياً، نشط في الحزب الجمهوري.